# Chapelle-lez-Herlaimont
Chapelle-lez-Herlaimont är en kommun i Belgien.   Den ligger i provinsen Hainaut och regionen Vallonien, i den centrala delen av landet, 40 km söder om huvudstaden Bryssel. Antalet invånare är 14 415.
Trakten runt Chapelle-lez-Herlaimont består till största delen av jordbruksmark. Runt Chapelle-lez-Herlaimont är det tätbefolkat, med 947 invånare per kvadratkilometer.